# 靜脈注射碳酸氫鈉
靜脈注射碳酸氫鈉，簡稱碳酸氫鈉（sodium hydrogen carbonate），用于治疗严重的代謝性酸中毒。通常僅在血液pH值低於7.1且病因是腹瀉、嘔吐或肾脏病时才會使用。其他適應症包括高血鉀症、三環類抗抑鬱藥藥物過量、古柯鹼中毒以及其他中毒的情況。由靜脈注射給藥。
副作用包括可能發生低血鉀、高血鈉症和水腫。不建議有低血鈣症狀況的患者使用。碳酸氫鈉屬於鹼化劑藥物。作用機轉是增加血液中的碳酸氫根離子，而缓冲过量的氫離子，提高血液的 pH 值。
碳酸氫鈉的商業生產始於1791年至1823年間。經由靜脈注射的醫療用途始於1950年代。已名列世界衛生組織基本藥物標準清單。市面上有許多此成份的通用名藥物。

## 醫療用途
靜脈注射碳酸氫鈉適用於治療代謝性酸中毒、休克、血液體外循環、需鹼化尿液以避免血色素腎毒性的溶血反應，以及某些藥物中毒（例如巴比妥類藥物過量、阿斯匹靈中毒、三環類抗抑鬱藥藥物過量或甲醇中毒）。此外，碳酸氫鈉適用於嚴重腹瀉（藉此補充大量損失的碳酸氫鹽）。然而也必須同步針對酸中毒的根本原因進行治療。舉例來說，針對糖尿病酮酸血症，應同時使用胰島素進行治療。 

## 特定群體

### 懷孕
美國食品藥物管理局（FDA）將碳酸氫鈉歸類為妊娠C級藥物，表示其在懷孕期間使用的安全性尚未完全確立。由於缺乏動物和人類的生殖研究數據，且有更安全的制酸劑可供選擇，專家多不建議孕婦使用碳酸氫鈉。唯有當治療益處遠超潛在風險時，才應考慮使用。

### 母乳哺育
目前沒有關於碳酸氫鈉是否會分泌到人類乳汁中的數據。

### 達卡液
達卡液（Dhaka fluid）是一種含碳酸氫鈉的靜脈輸液，用於靜脈補液及燒傷復甦。

## 禁忌症
此藥物禁忌用於腎衰竭、呼吸性鹼中毒或代謝性鹼中毒、換氣不足、高血鈉症、高血壓、水腫、心臟衰竭、子癇、醛固酮增多症、尿路結石病史以及持續性鉀耗竭或低血鈣症的患者。
一般而言，碳酸氫鈉也禁忌用於因嘔吐或持續胃腸道抽吸而導致氯過度流失的患者，以及有發生利尿劑引起之低氯性鹼中毒風險的患者。

## 副作用
據報使用靜脈注射碳酸氫鈉，發生外滲後，會因其鹼性而引起化學性蜂窩組織炎，導致浸潤部位的組織壞死、潰瘍和/或蛻皮。遇到此情況的處理方法是立即抬高患部、保暖，以及局部注射利多卡因或透明質酸酶。

## 交互作用
正腎上腺素和多保他命禁止作為靜脈注射碳酸氫鈉溶液的添加物。
靜脈注射碳酸氫鈉應避免與鈣混合（除非已事先確認所使用製劑的相容性），以防產生沉澱。

## 過量
靜脈注射碳酸氫鈉過量會導致溶質和/或血容量過多，而可能導致水腫（包括肺水腫）。此外，它還可能引起代謝性鹼中毒（症狀包括肌肉抽搐、煩躁和手足搐搦）。也可能出現高血鈉症。建議重複分次給藥，並進行頻繁的檢查監測，以盡量減少過量的可能性。
對新生兒和兩歲以下兒童快速給予（等於或超過10毫升/分鐘）靜脈注射碳酸氫鈉可能會產生高血鈉症，導致腦脊液壓力降低，而發生顱內出血。 因此，除非有極強的醫療必要性，否則對這些患者的給藥速率應嚴格限制在每天每公斤8毫克當量以下。

## 成分
它是一種高滲碳酸氫鈉溶液注射劑，最常見的濃度為4.2%、5.0%、7.5%或8.4%。
這些溶液通常不含抗菌劑或其他緩衝物質。

## 作用機制
注射後，碳酸氫鈉會解離，提供鈉（Na+）和碳酸氫根（HCO3−）陰離子。碳酸氫根陰離子可消耗氫離子（H+），而轉化為碳酸（H2CO3），而碳酸又可進一步轉化為水（H2O）和二氧化碳（CO2），並經由肺部排出。

## 社會與文化
義大利醫生圖利奥·西蒙奇尼稱靜脈注射碳酸氫鈉是一種有效的癌症療法。這種說法遭到主流醫學界駁斥。他曾因對癌症病患施用此療法，造成過失致死，兩度被判入獄。

## 外部連結
- Intravenous sodium bicarbonate at Drugs.com, with more detailed dosages

Template:Unproven and disproven cancer treatments